# 29982 Sarahwu
A 29982 Sarahwu (ideiglenes jelöléssel (29982) 1999 TT31) a Naprendszer kisbolygóövében található aszteroida. A LINEAR projekt keretében fedezték fel 1999. október 4-én.